# Villard-Notre-Dame
Villard-Notre-Dame ist eine französische Gemeinde mit 26 Einwohnern (Stand: 1. Januar 2022) im Département Isère in der Region Auvergne-Rhône-Alpes (vor 2016 Rhône-Alpes). Sie gehört zum Arrondissement Grenoble und zum Kanton Oisans-Romanche.

## Geographie
Die Gemeinde Villard-Notre-Dame liegt im Nordwesten des alpinen Oisans-Massivs, etwa 27 Kilometer südöstlich von Grenoble. Der Süden der ca. 14 Quadratkilometer großen Gemeinde Villard-Notre-Dame liegt größtenteils oberhalb der Baumgrenze. Die höchsten Erhebungen im Gemeindegebiet:
- Le Rochail 3022 m
- Pic du Col d’Ornon 2872 m
- Aiguille du Midi 2742 m

Der Le Rochail speist die beiden Gletscher Glacier Rampant und Glacier du Rochail.
Umgeben wird Villard-Notre-Dame von den Nachbargemeinden Le Bourg-d’Oisans im Norden, Osten und Südosten, Chantelouve im Südwesten sowie Villard-Reymond im Westen und Nordwesten.

## Bevölkerungsentwicklung
| Jahr                       | 1962 | 1968 | 1975 | 1982 | 1990 | 1999 | 2006 | 2013 | 2021 |
| -------------------------- | ---- | ---- | ---- | ---- | ---- | ---- | ---- | ---- | ---- |
| Einwohner                  | 7    | 12   | 28   | 20   | 26   | 41   | 32   | 26   | 28   |
| Quellen: Cassini und INSEE |      |      |      |      |      |      |      |      |      |

## Mine La Gardette
Bei dieser Lagerstätte handelte es sich um eine schmale Quarz-Baryt-Ader, die in Gneisen eingebettet war, die von Lias-Kalksteinen bedeckt waren. Es bestand eine goldhaltige Ader und aus alten Halden wurde vor allem silberhaltiges Blei und Quarz gefördert. In der Mine begann man im frühen 17. Jahrhundert mit der Gewinnung von Quarz-Bergkristallen, dann von 1781 bis 1788 mit der Gewinnung von Gold. Während dieses kurzen Betriebs wurde die Lagerstätte berühmt für ihre wunderschönen Quarzkristalle, die in mehreren großen Schollen gefunden wurden. Anschließend wurde die Mine von vielen örtlichen Goldsuchern nur noch zur Gewinnung mineralogischer Proben betrieben, bis 2005 schließlich alle Stollen geschlossen wurden.

## Sehenswürdigkeiten

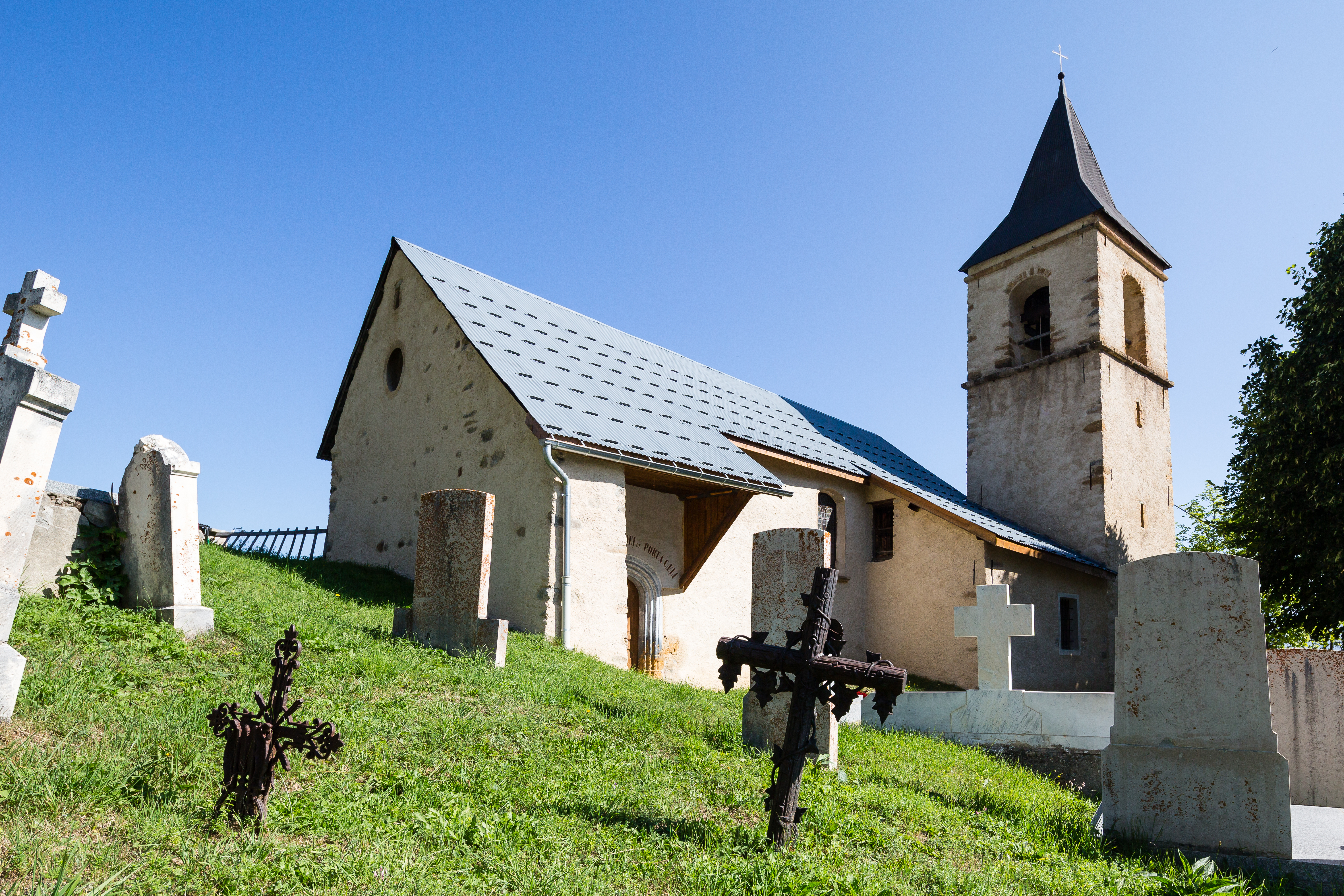
Kirche Notre-Dame-de-l'Assomption
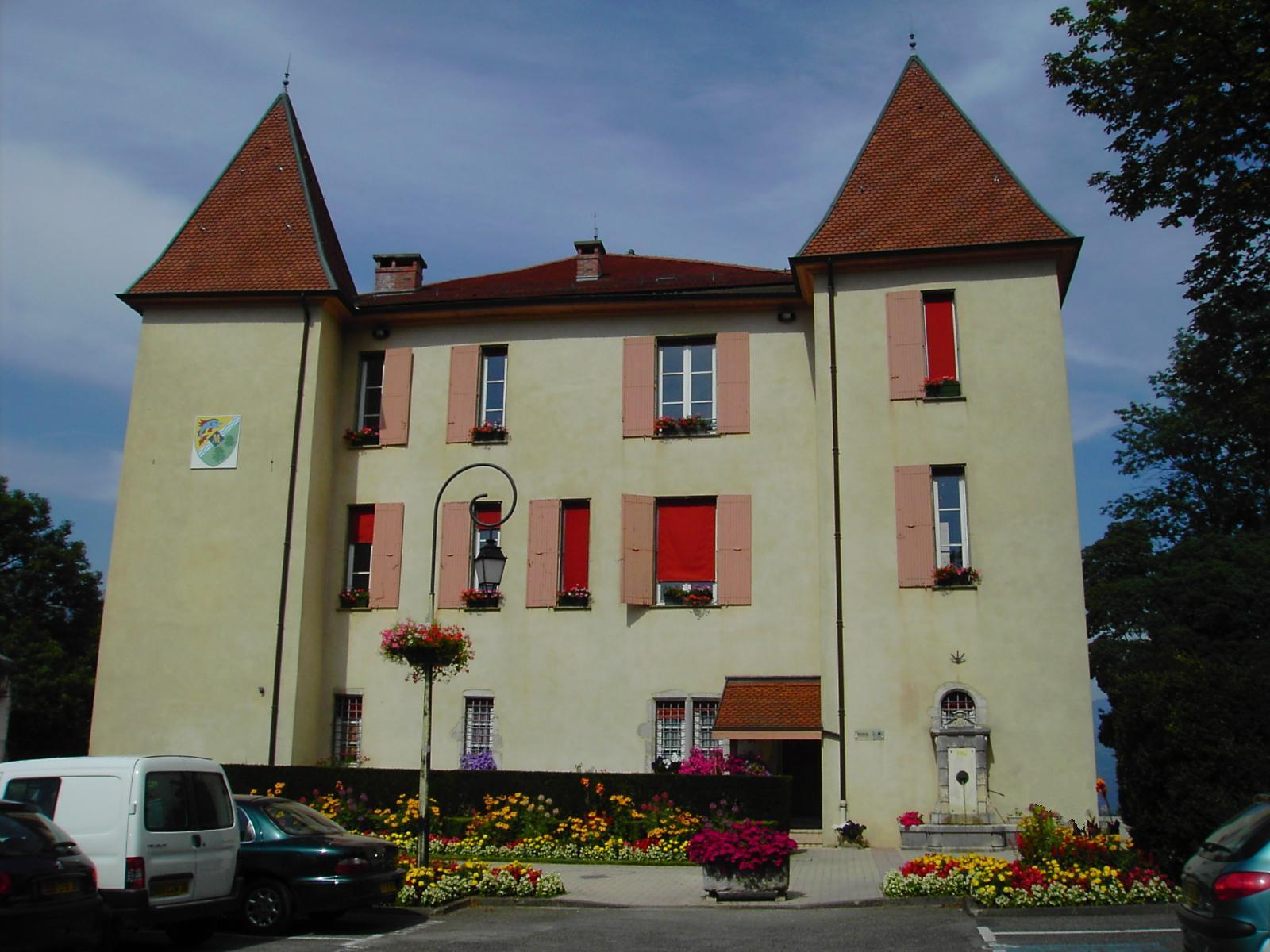
Schloss Miribel
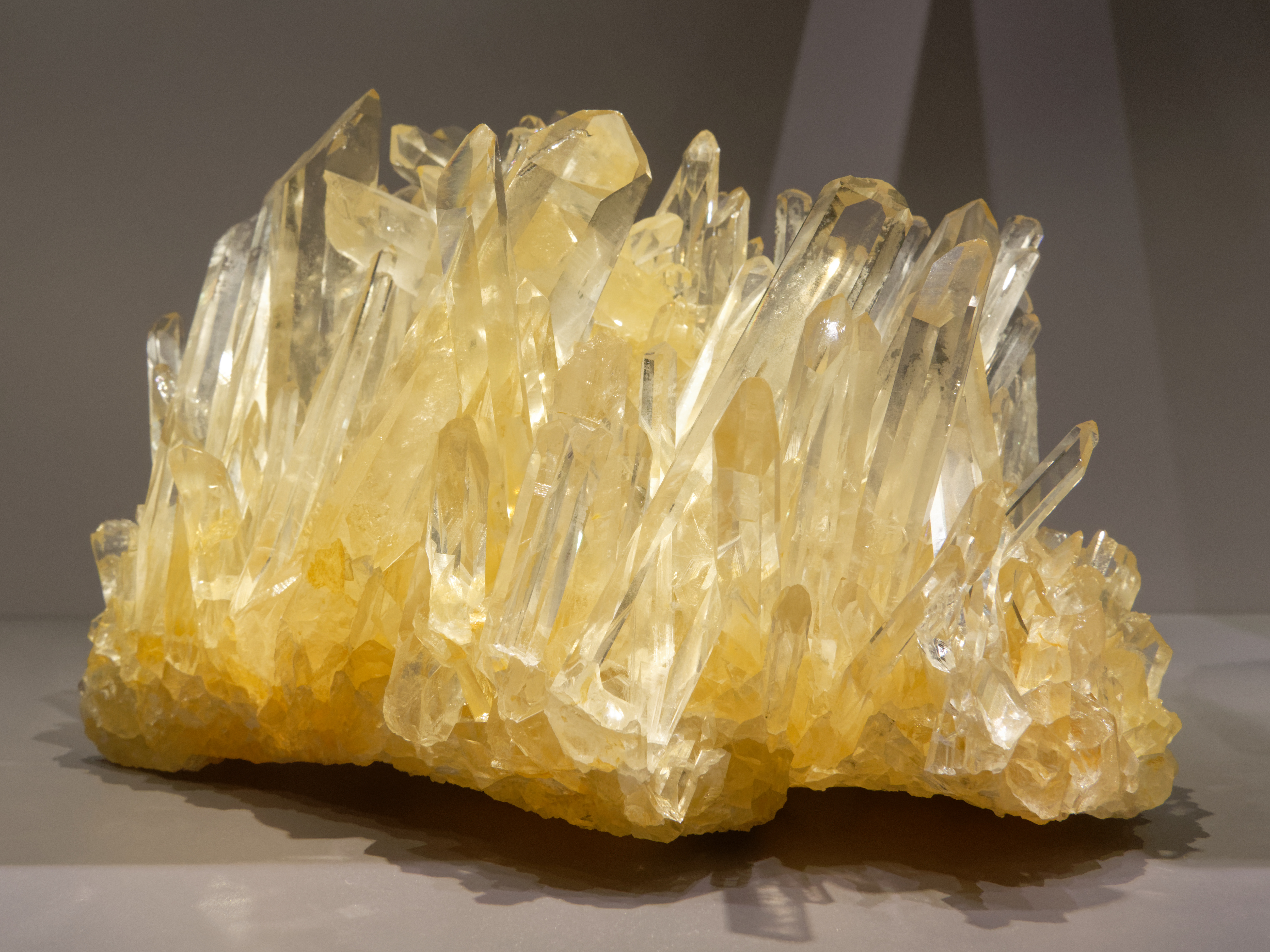
Bergkristall aus der La Gardette-Mine im Norden der Gemeinde

- Kirche Notre-Dame-de-l'Assomption
- Schloss Miribel
- Bergkristall aus der La Gardette-Mine im Norden der Gemeinde